# Holger Lorenz
Holger Lorenz (* 16. Juni 1969) ist ein deutscher Triathlet und Ironman-Sieger.

## Werdegang
Holger Lorenz absolvierte eine Ausbildung zum Werkzeugmacher und war nach seiner Bundeswehrzeit Anfang der Neunzigerjahre als semiprofessioneller Triathlet aktiv, von Ende der Achtzigerjahre an gehörte er ein Jahrzehnt lang zu den dominierenden Triathleten in Deutschland. Er startete gemeinsam mit Thomas Hellriegel für den TV Bretten, bei dem Mitte der Neunzigerjahre auch Sebastian Kienle als Jugendlicher mit dem Triathlon begann. Ab 1997 startete Holger Lorenz für das Hansgrohe-Team Schramberg zunächst in der Baden-Württembergischen LBS-Liga und stieg am Saisonende in die Triathlon-Bundesliga auf, wo sie 1998 gemeinsam die Bronzemedaille in der Deutschen Mannschaftsmeisterschaft gewannen. Heute fungiert Lorenz als Sportlicher Leiter von Triathlon Kraichgau e.V.
Die größten Erfolge des 178 cm großen Badeners, dessen Wettkampfgewicht 68 kg betrug, waren zwei Top-Ten-Platzierungen bei der Ironman World Championship (1993 und 1997) sowie sein Sieg beim Ironman Australia in Forster 1995 vor Péter Kropkó und Pauli Kiuru. Seine persönliche Bestzeit auf der Ironman-Distanz erzielte er 1997 beim Ironman Europe in 8:13:48 Stunden. 1994 wurde er bei der ersten ITU Weltmeisterschaft Langdistanz in Nizza zusammen mit Lothar Leder und Thomas Hellriegel Triathlon-Weltmeister in der Team-Wertung. Nach seinem Gewinn der Deutschen Jugendmeisterschaften 1987 stand Holger Lorenz noch viermal in der Elite bei Deutschen Meisterschaften mit auf dem Siegerpodest.
Holger Lorenz ist verheiratet mit seiner Frau Carmen. 1999 kam deren erster Sohn Nils zur Welt, ein Jahr später folgte sein Bruder Luis. Sie leben zusammen in Bruchsal.

## Sportliche Erfolge
| Datum/Jahr    | Rang | Wettbewerb                                    | Austragungsort | Zeit     | Bemerkung |
| ------------- | ---- | --------------------------------------------- | -------------- | -------- | --- |
| 27. Feb. 2015 | 61   | Challenge Dubai                               | Dubai          | 04:31:38 | Platz 2 Altersklasse M45                                                                                      |
| 26. Okt. 2014 | 23   | Ironman 70.3 Miami                            | Miami          | 04:20:02 | Platz 1 Altersklasse M45                                                                                      |
| 18. Mai 2014  | 54   | Ironman 70.3 Barcelona                        | Calella        | 04:47:34 | Platz 2 Altersklasse M45                                                                                      |
| 8. Sep. 2013  | 152  | Ironman 70.3 Las Vegas                        | Henderson      | 04:38:04 | Platz 12 Altersklasse M40 bei der Ironman 70.3 World Championship                                             |
| 11. Aug. 2013 | 102  | Ironman 70.3 Germany                          | Wiesbaden      | 04:38:40 | Platz 12 Altersklasse M40                                                                                     |
| 16. Juni 2013 | 34   | Ironman 70.3 Berlin                           | Berlin         | 04:19:44 | Platz 3 Altersklasse M40                                                                                      |
| 6. Juni 2005  | 4    | Kraichgau Triathlon Festival                  | Bad Schönborn  | 05:16:02 | hinter Markus Forster, Swen Sundberg und Rolf Lautenbacher, Langdistanz – 2,5 / 110 / 21 km                   |
| Aug. 1997     | 1    | Breisgau Triathlon                            | Malterdingen   | 03:53:31 | vor Michael Brucker, Rolf Lautenbacher und Steffen Liebetrau, 2-80-20                                         |
| 7. Sep. 1996  | 14   | ITU Weltmeisterschaft Langdistanz             | Muncie         | 03:54:34 | 1,9 km Schwimmen / 90 km Rad / 21,1 km Laufen                                                                 |
| Aug. 1996     | 1    | Breisgau Triathlon                            | Malterdingen   | 03:50:35 | vor Rolf Lautenbacher und Uwe Widmann, 2-80-20                                                                |
| 13. Aug. 1995 | 10   | DTU Deutsche Meisterschaft olympische Distanz | Darmstadt      | 01:58:09 | |
| Aug. 1994     | 1    | Breisgau Triathlon                            | Malterdingen   | 04:00:24 | vor Bennie Lindberg, 2-80-20                                                                                  |
| 22. Aug. 1993 | 29   | ITU Weltmeisterschaft olympische Distanz      | Manchester     | 01:56:56 | |
| 7. Aug. 1993  | 4    | DTU Deutsche Meisterschaft olympische Distanz | Mengen         | 01:50:58 | hinter Ralf Eggert, Rainer Müller-Hörner und Gerd Amrhein                                                     |
| 1993          | 2    | DTU Deutsche Meisterschaft Mitteldistanz      | Waldeck        |          | im Rahmen des Edersee-Triathlon hinter Thomas Hellriegel, vor Jochen Basting                                  |
| 4. Juli 1993  | 4    | ETU Europameisterschaft olympische Distanz    | Echternach     | 02:03:31 | hinter Simon Lessing, Rainer Müller-Hörner, Thomas Hellriegel und vor Rob Barel                               |
| 27. Juni 1993 | 4    | Leipziger Triathlon                           | Leipzig        | 01:47:04 | hinter Thomas Hellriegel, Rainer Müller-Hörner und Ralf Eggert (Quelle-Supersprint-Serie)                     |
| Sep. 1992     | 3    | DTU Deutsche Meisterschaft Mitteldistanz      | Immenstadt     | 03:18:53 | hinter Jürgen Zäck und Michael Heiligenthal, Strecke war witterungsbedingt auf 1,0 - 66 - 21 verkürzt worden. |
| 16. Aug. 1992 | 4    | DTU Deutsche Meisterschaft olympische Distanz | Köln           | 01:50:58 | hinter Thomas Hellriegel, Rainer Müller-Hörner und Gerd Amrhein                                               |
| 5. Juli 1992  | 9    | ETU Europameisterschaft olympische Distanz    | Lommel         | 01:50:51 | |
| 28. Juni 1992 | 4    | Leipziger Triathlon                           | Leipzig        | 01:48:21 | hinter Rainer Müller-Hörner, Oliver Graf, Gerd Amrhein und Andreas Clauß (Quelle-Supersprint-Serie)           |
| 1992          | 1    | Viernheimer Triathlon                         | Viernheim      |          | vor Arndt Schomburg und Jürgen Zäck                                                                           |
| 8. Sep. 1991  | 10   | ETU Europameisterschaft olympische Distanz    | Genf           | 01:56:05 | |
| 3. Aug. 1991  | 3    | DTU Deutsche Meisterschaft olympische Distanz | Arolsen        | 02:02:17 | hinter Roland Knoll und Gerd Amrhein                                                                          |
| Aug. 1991     | 1    | Breisgau Triathlon                            | Malterdingen   | 03:54:56 | 2-80-20 |
| 8. Juli 1990  | 1    | Friesenheimer Triathlon                       | Friesenheim    |          | Baden-Württembergische Meisterschaften vor Axel Stahl und Ralf Faulhaber                                      |
| 1990          | 3    | DTU Deutsche Meisterschaft Mitteldistanz      | Kulmbach       |          | im Rahmen des Trebgaster Triathlon hinter Jürgen Zäck und Björn Gustavsson                                    |
| 1987          | 1    | DTU Deutsche Meisterschaft Jugend             | Immenstadt     |          | vor Björn Gustavsson                                                                                          |

| Datum/Jahr    | Rang | Wettbewerb                        | Austragungsort | Zeit     | Bemerkung |
| ------------- | ---- | --------------------------------- | -------------- | -------- | --- |
| 4. Okt. 2015  | 95   | Ironman Barcelona                 | Barcelona      | 09:15:02 | 3. Platz Altersklasse M45 |
| 9. Nov. 2014  | 123  | Ironman Brasil Fortaleza          | Fortaleza      | 10:52:09 | 10. Platz Altersklasse M45 |
| 3. März 2012  | 20   | Abu Dhabi International Triathlon | Abu Dhabi      | 07:11:12 | 1. Platz Altersklasse M40, 4. Amateur (3 km Schwimmen / 200 km Rad / 20 km Laufen) |
| 10. Juli 2011 | 30   | Challenge Roth                    | Roth           | 08:45:55 | 5. Platz Altersklasse M40 |
| 12. Juli 2009 | 38   | Challenge Roth                    | Roth           | 08:43:51 | Deutsche Meisterschaft Langdistanz, 3. Platz Altersklasse M40 |
| 17. Juli 2005 | 63   | Ironman Switzerland               | Zürich         | 09:43:04 | 10. Platz Altersklasse M35 |
| 16. Okt. 2004 | 218  | Ironman Hawaii                    | Kailua-Kona    | 10:24:56 | 32. in der Altersklasse M35 |
| 11. Juli 2004 | 25   | Ironman Germany                   | Frankfurt      | 09:18:12 | 3. in der Altersklasse M35 |
| 1. Aug. 1999  | DNF  | Ironman Switzerland               | Zürich         | -        | nach 53:22 min Schwimmen und der drittbesten Radzeit (4:49:02 h) auf der Laufstrecke ausgestiegen |
| 27. Juni 1999 | 10   | Ironman Europe                    | Roth           | 08:35:11 | |
| 3. Okt. 1998  | DNF  | Ironman Hawaii                    | Kailua-Kona    | -        | nach 51:49 min Schwimmen und 5:00:54 h Rad auf der Laufstrecke ausgestiegen |
| 12. Juli 1998 | 5    | Ironman Europe                    | Roth           | 08:24:36 | |
| 18. Okt. 1997 | 8    | Ironman Hawaii                    | Kailua-Kona    | 08:45:55 | |
| 13. Juli 1997 | 6    | Ironman Europe                    | Roth           | 08:13:48 | persönliche Bestzeit |
| 26. Okt. 1996 | DNF  | Ironman Hawaii                    | Kailua-Kona    | -        | nach 54:16 min Schwimmen und 4:37:40 h Rad (10.-beste Radzeit overall) auf der Laufstrecke ausgestiegen |
| 14. Juli 1996 | 5    | Ironman Europe                    | Roth           | 08:22:14 | |
| 1996          | 2    | Ironman Australia                 | Forster        | 08:26:01 | hinter Jürgen Zäck |
| 7. Okt. 1995  | 20   | Ironman Hawaii                    | Kailua-Kona    | 08:56:16 | |
| 22. Juli 1995 | 1    | Allgäu Triathlon                  | Immenstadt     | 06:30:35 | im Allgäu-Special (2,9 km Schwimmen, 138 km Radfahren und 29 km Laufen) |
| 9. Apr. 1995  | 1    | Ironman Australia                 | Forster        | 08:27:34 | vor Péter Kropkó und Pauli Kiuru |
| 15. Okt. 1994 | 16   | Ironman Hawaii                    | Kailua-Kona    | 08:53:56 | |
| 1994          | 1    | Allgäu Triathlon                  | Immenstadt     |          | im Allgäu-Special (2,9 km Schwimmen, 138 km Radfahren und 29 km Laufen) |
| 26. Juni 1994 | 4    | Triathlon International de Nice   | Nizza          | 06:04:30 | ITU Weltmeisterschaft Langdistanz, hinter Rob Barel, Lothar Leder und Yves Cordier, vor Thomas Hellriegel sowie 11:07 min vor Dave Scott, damit Gewinn der Team-Weltmeisterschaft für Deutschland zusammen mit Lothar Leder und Thomas Hellriegel |
| 23. Okt. 1993 | 8    | Ironman Hawaii                    | Kailua-Kona    | 08:32:51 | |
| 14. Sep. 1991 | 1    | Austria-Triathlon                 | Podersdorf     | 08:59:12 | |